# Stylomesus pacificus
Stylomesus pacificus är en kräftdjursart som beskrevs av Yakov Avadievich Birstein 1960. Stylomesus pacificus ingår i släktet Stylomesus och familjen Ischnomesidae. Inga underarter finns listade i Catalogue of Life.